# Măguri-Răcătău
Măguri-Răcătău es una comuna rumana situada en el distrito de Cluj. Según el censo de 2021, tiene una población de 2077 habitantes.